# Exercise Tiger Memorial

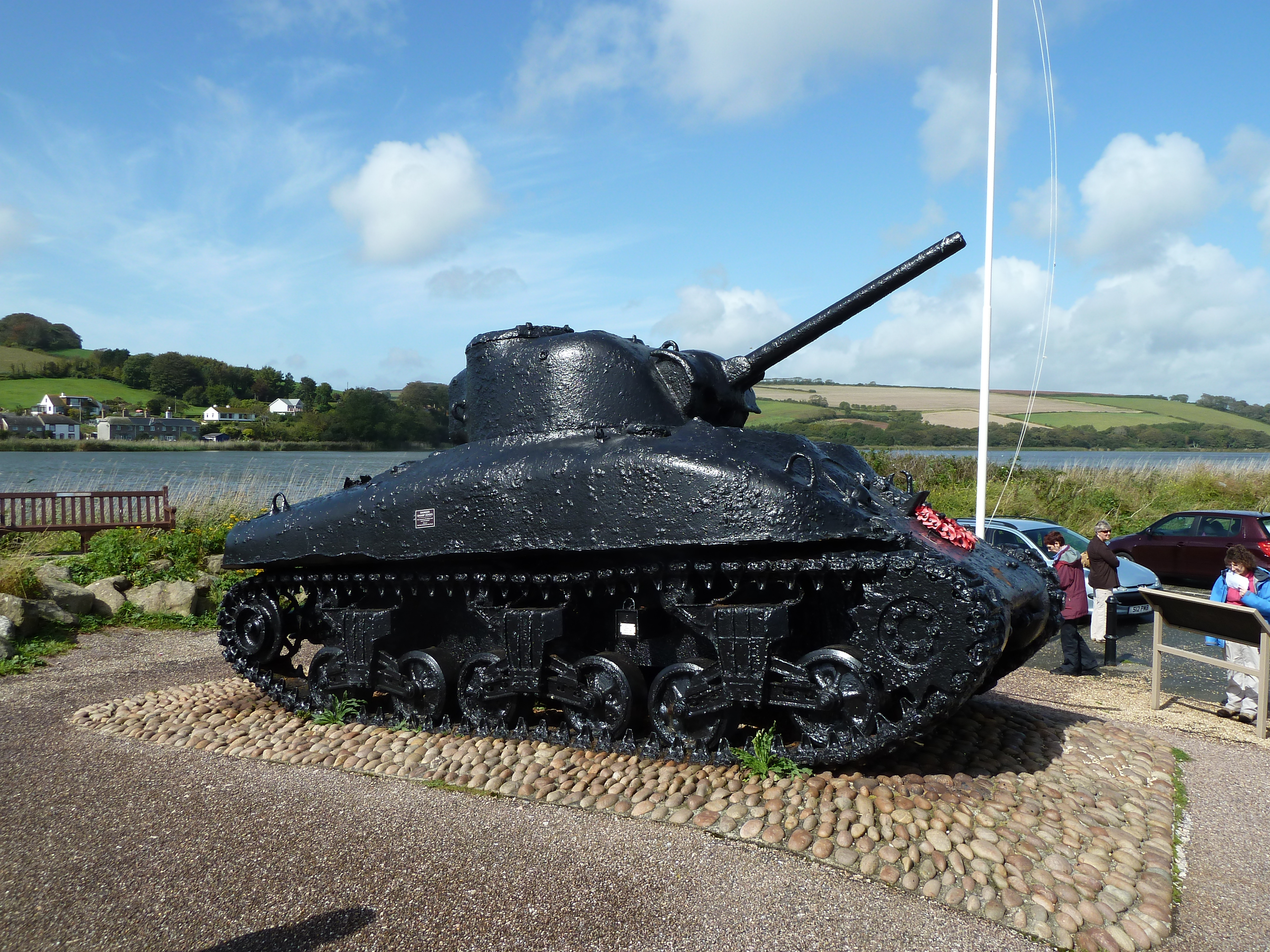
M4 Sherman auf dem Exercise Tiger Memorial, 2011

Das Exercise Tiger Memorial befindet sich in Slapton südwestlich von Dartmouth in der südwestenglischen Grafschaft Devon.
Es erinnert an die 944 Toten, die am 28. April 1944 bei einem Angriff deutscher Schnellboote während der US-amerikanischen Übung Tiger umkamen.
Der Panzer vom Typ M4A1 Sherman wurde auf Initiative von Ken Small 1974 aus der Bucht geborgen und 1984 aufgestellt.